# Верхній Арій
Ве́рхній Арі́й (рос. Верхний Арий) — присілок у складі Ачитського міського округу Свердловської області.
Населення — 96 осіб (2010, 128 у 2002).
Національний склад станом на 2002 рік: росіяни — 96 %.